# Чанчжэн-10
«Чанчжэн-10» (кит. трад. 長征十号, упр. 长征十号, пиньинь Chángzhēng shí, палл. Чанчжэн ши, буквально: «Великий поход–10» — CZ-10 или LM-10, от Long March-10 по-английски) — китайская ракета-носитель сверхтяжёлого класса, которую планируется использовать для реализации пилотируемых высадок на Луну в рамках лунной программы Китайского национального космического управления (CNSA). Главным конструктором ракеты является Чжан Чжи.  По последним подтверждённым данным на 2022 год, первый орбитальный пуск ракеты-носителя планируется осуществить в 2027 году. Разработка основных компонентов программы была завершена в апреле 2024 года, а июне того же года были произведены первые наземные огневые испытания на территории Пекинского института экспериментальных аэрокосмических технологий.
Для эксплуатации «Чанчжэн-10» и обеспечения пилотируемой лунной экспедиции на космодроме «Вэньчан», который расположен на острове Хайнань, приступили к строительству нового технического и стартового комплекса.
«Чанчжэн-10» планируется производить в двух комплектациях: в стандартной, для использования в составе пилотируемых лунных миссий и в легкой, для доставки экипажа на многомодульную космическую станцию «Тяньгун» (обозначается как «Чанчжэн-10А»).

## Обзор
Чанчжэн-10 представляет собой сверхтяжелую ракету-носитель, сертифицированную для полетов экипажей на околоземную орбиту и на окололунную орбиту. Для выполнения задачи по высадки китайских тайконавтов на поверхность Луны будет использоваться двухпусковая схема. После первого пуска на окололунную орбиту будет выведен посадочный лунный модуль «Ланьюэ», рассчитанный на двух членов экипажа. После второго пуска к Луне отправится пилотируемый корабль нового поколения «Мэнчжоу», с тремя тайконавтами на борту. Пилотируемый корабль и посадочный модуль произведут стыковку на орбите Луны, два тайконавта перейдут с корабля на модуль и произведут посадку на поверхность Луны.
О разработке ракеты-носителя впервые было объявлено в 2018 году на 12-м авиасалоне в Чжухае. Представитель Китайского исследовательского института ракетной техники (CALT) объявил о разработке носителя, способного доставить до 30 тонн на окололунную орбиту. Ракета была представлена как усовершенствованный вариант тяжелой ракеты-носителя «Чанчжэн-5», в официальных документах она получила название CZ-5DY. Под своим нынешним названием ракета впервые была представлена на выставке «30 лет национальной программе пилотируемых космических полетов», которая проходила в Национальном музее Китая в феврале 2023 года.
В октябре 2022 года появилась информация о разработке «Чанчжэн-10» в двух комплектациях: стандартной и лёгкой.

##### Стандартная комплектация
Стандартная комплектация ракеты-носителя состоит из двух боковых ускорителей, первой и второй ступеней (работающих на компонентах жидкий кислород — керосин) и третьей ступени (работающей на компонентах жидкий кислород — водород), системы аварийного спасения экипажа и головного обтекателя. Первая ступень и два боковых ускорителя имеют диаметр по 5,0 метра каждый и оснащены 7 двигателями YF-100K (всего на момент старта работает 21 двигатель). Вторая ступень имеет диаметр 5,0 метров и оснащена 2 двигателями YF-100M. Третья ступень имеет аналогичный диаметр 5,0 метров и оснащена 3 двигателями YF-75E. Общая длина ракеты-носителя составляет примерно 90 метров, а стартовый вес — 2187 тонн . Диаметр трёх ступеней такой же, как у ракеты «Чанчжэн-5», но общая высота нового носителя примерно на треть выше. Данная конфигурация ракеты является одноразовой, не предполагает повторное использование какого-либо из компонентов. Ракета-носитель позволяет выводить на НОО 70 тонн полезной нагрузки и около 27 тонн на траекторию к Луне.

##### Легкая комплектация
«Чанчжэн-10A» — это уменьшенный вариант носителя для полета тайконавтов и доставки грузов на «Тяньгун», имеющий всего 2 ступени. На первой ступени будут использоваться 7 двигателей YF-100K, на второй ступени - один двигатель YF-100M. Данная версия ракеты предполагает наличие возвращаемой первой ступени для возможности многоразового использования. Легкая комплектация будет иметь грузоподъемность на низкой околоземной орбите около 18 тонн, при использовании в одноразовом варианте и не менее 14 тонн при повторном использовании первой ступени. В качестве топлива на обоих ступенях будет использоваться керосин, а в качестве окислителя — жидкий кислород.  При посадке и восстановлении первой ступени будут использоваться "привязные посадочные устройства" вместо посадочных опор; эта привязная система включает в себя развертывание ступенью "крючьев", которые будут зацепляться натянутой проволочной системой на земле.

## История разработки
- 2017 год
  - Китайская аэрокосмическая научно-техническая корпорация (CASC) начала процесс разработки ракеты-носителя для пилотируемых полетов следующего поколения.
  - CASC производит первый тестовый запуск двигателя первой ступени YF-100K.
- 2018 год
  - В июне производится первый тестовый запуск двигателя второй ступени YF-100M.
  - В ноябре модель новой ракеты-носителя впервые публична представлена на 12-м авиасалоне в Чжухае.
- 2022 год
  - 14 июня CASC проводит первое испытание двигателя третьей ступени YF-75E с длительным воспламенением.
  - 29 июля CASC проводит высотные длительные испытания двигателя третьей ступени YF-75E с большой тягой.
- 2023 год
  - 24 февраля на выставке, проходившей в Национальном музее Китая, было показано, что ракета-носитель следующего поколения получила официальное название «Чанчжэн-10».
  - 12 июня CASC завершила восьмой испытательный запуск двигателя первой ступени YF-100K с совокупной продолжительностью испытаний 4400 секунд, в очередной раз побив рекорд по одномоторным испытаниям китайского ракетного двигателя в стотонном классе.
- 2024 год
  - Заместитель директора Китайского пилотируемого космического агентства (CMSA) Линь Сицян на публичном брифинге 24 апреля сообщил, что разработка основных компонентов для «Чанчжэн 10», «Мэнчжоу» и «Ланьюэ» завершена, и необходимые ракетные двигатели для носителя уже проходят огневые испытания. Кроме того, было объявлено о строительстве новой стартовой площадки для запусков сверхтяжелой ракеты-носителя недалеко от существующего прибрежного космодрома Вэньчан в провинции Хайнань.
  - 14 июня было проведено успешное испытание двигательной установки подуровня «Чанчжэн-10», что ознаменовало первое крупномасштабное наземное испытание на общесистемном уровне. Во время испытания три двигателя первой ступени YF-100K запустились, как ожидалось, работали стабильно и вовремя отключились, при этом все параметры были в норме; совокупная тяга трех двигателей составляла 382 тонны в течение нескольких минут. Совместимость между системой доставки наддува подуровня и двигателем, процессом заправки топливом, параллельной передачей усилия от нескольких двигателей и характеристиками окружающей среды были полностью проверены в ходе технических испытаний, сообщила Китайская академия технологий ракет-носителей (CALT). Одновременно со спутниковыми снимками были подтверждены строительные работы на пусковых установках «Чанчжэн-10» в Центре запуска спутников Вэньчан.